# Hornet Malkara

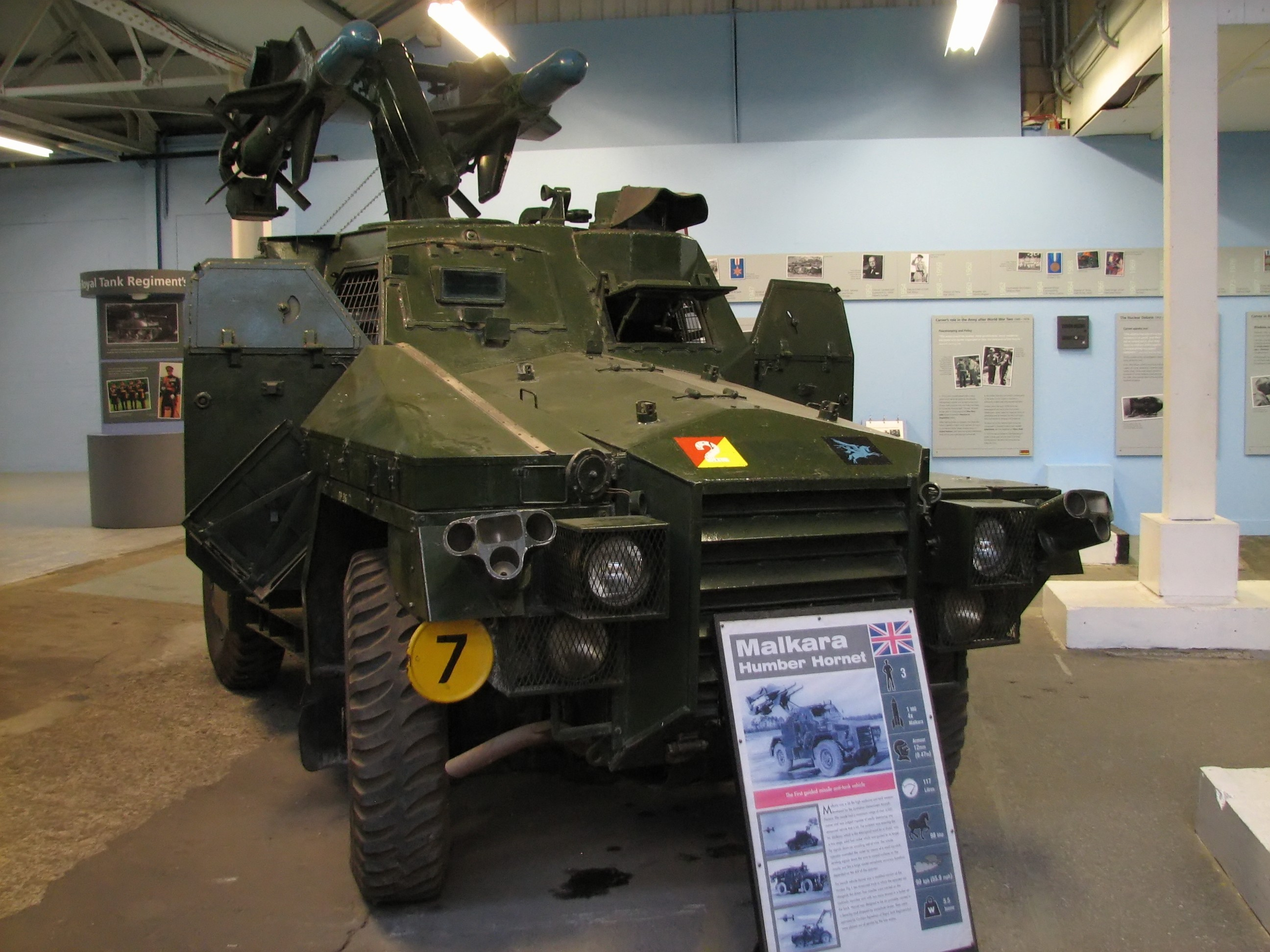

Der Hornet Malkara ist ein in den 1950er-Jahren entwickeltes britisches geschütztes Fahrzeug zur Panzerabwehr.

## Geschichte
Im Zweiten Weltkrieg erschienen die ersten Panzerabwehrwaffen auf Raketenbasis. Die deutsche Panzerfaust und der Panzerschreck wurden erfolgreich eingesetzt, ebenso die US-amerikanische Bazooka. Das Prinzip, eine Rakete zur Panzerabwehr einzusetzen, versprach schon deshalb Erfolg, weil der Schütze ein verhältnismäßig kleines Ziel abgibt. Mit der Entwicklung von Raketen mit größerer Reichweite wurde dieses Konzept verfeinert. Zum gezielten Schuss wurde die Drahtlenkung entwickelt. In den 1950er-Jahren konstruierten die Briten den Hornet Malkara. Der Malkara wurde so gebaut, dass er luftverlastbar war. An sich war das gesamte Fahrzeug unausgereift, blieb aber bis in die 1970er-Jahre im Dienst der britischen Armee. Trotz der diversen Probleme, die das Fahrzeug hatte, wies es den Weg zur Entwicklung fortgeschrittener Panzerabwehrfahrzeuge und Panzerabwehrwaffen, wie etwa dem deutschen Jagdpanzer Jaguar 1, der Panzerabwehrlenkwaffe TOW und dem internationalen MILAN.

## Technik
Mit dem Ende des Zweiten Weltkrieges hatte die Entwicklung moderner Panzerabwehrwaffen einen großen Schritt nach vorn gemacht. Immer stärkere Panzerungen erforderten immer größere Kaliber der Panzerabwehrwaffen, wie das der sowjetischen 100-mm-Panzerabwehrkanone und das der deutschen 12,8-cm-PaK. Sowjetische Kampfpanzer wie der IS-2 verfügten über eine 122-mm-Kanone. Allen diesen Waffen war gemein, dass sie sehr groß, schwer und nicht einfach zu bedienen waren. Luftverlastbarkeit und Schwimmfähigkeit waren nicht gegeben. Zudem musste stets (zumindest bei den Kanonen) eine immer größer werdende Anzahl an Bedienpersonal zur Verfügung stehen. Die Briten versuchten dieses Problem mit dem Hornet Malkara zu lösen.
Der Hornet Malkara basiert auf dem Fahrgestell eines Humber Pig 4×4-Geländewagens. Chassis und Fahrgastzelle waren gepanzert. Die Raketen wurden auf einem Startgestell am Heck montiert.
Zum Abfeuern der Raketen wurde die Startvorrichtung einfach über die Fahrerkabine gehoben. Der Schütze feuerte die Raketen aus einer maximalen Ziel-Entfernung von 2000 Metern ab. Die Steuerung erfolgte über einen Draht, der von einer Spule abgewickelt wurde. Dabei musste das Ziel sichtbar bleiben. Nachtsichtmittel waren nicht vorgesehen. Der Sprengkopf der Rakete war in der Lage, jeden Panzer der damaligen Zeit zu durchdringen. Das Gewicht des Sprengkopfes lag bei 27 kg.
Wie bei den meisten 4×4-Radfahrzeugen ist die Querfeldeinfähigkeit des Hornet Malkara stark eingeschränkt. Wat- und Tieffahrfähigkeiten waren nicht vorhanden.

## Einsatz
Der Hornet Malkara wurde nur von den britischen Streitkräften genutzt. Im Feuerkampf erwies sich das relativ kleine Fahrzeug als sehr tarnfähig und aufgrund der Reichweite der Malkara-Raketen als sehr überlegen. Der Kommandant saß auf der linken Seite, was für britische Fahrzeuge recht ungewöhnlich ist, und bediente per Joystick die Raketen.
Im Hornet Malkara wurden zwei Raketen im Startgestell und zwei weitere im Fahrzeuginnenraum mitgeführt. Nachteilig war, dass der Ladevorgang recht langwierig war. Die britische Armee baute für dieses System eigens einige Flugzeuge um, welche die Fahrzeuge aufnehmen konnten. Der Abwurf erfolgte an sechs Spezial-Lastenfallschirmen.
Zur Nah- und Selbstverteidigung konnten zwei leichte Maschinengewehre an den gepanzerten Türen montiert werden.